# (34010) Tassiloschwarz
2000 OH13 (asteroide 34010) é um asteroide da cintura principal. Possui uma excentricidade de 0.15578030 e uma inclinação de 2.72777º.
Este asteroide foi descoberto no dia 23 de julho de 2000 por LINEAR em Socorro.